# Lemme de Gauss (polynômes)
Pour les articles homonymes, voir Théorème de Gauss.
En mathématiques, le lemme de Gauss originel énonce que si un polynôme à coefficients entiers est produit de deux polynômes unitaires à coefficients rationnels, ceux-ci sont en fait nécessairement à coefficients entiers.
Sa version moderne en est une double généralisation, remplaçant l'anneau des entiers par un anneau factoriel A, et stipulant que le produit de deux polynômes primitifs (c.-à-d. à coefficients premiers entre eux) est primitif. Elle permet de démontrer la factorialité de l'anneau A[X].

## Versions historiques
Le lemme originel apparaît dans les Disquisitiones arithmeticae de Gauss, à l'article 42, sous la forme contraposée suivante :
Version de Gauss — Soient deux polynômes unitaires
{\displaystyle P=X^{m}+a_{m-1}X^{m-1}+\dots +a_{1}X+a_{0}} et {\displaystyle Q=X^{n}+b_{n-1}X^{n-1}+\dots +b_{1}X+b_{0}.}
Si leurs coefficients {\displaystyle a_{0},a_{1},a_{2},\ldots ,a_{m-1},b_{0},b_{1},b_{2},\ldots b_{n-1}} sont tous rationnels, sans être tous entiers,
alors leur produit PQ a au moins un coefficient qui n'est pas entier.
Harold Edwards remarque que cette version historique a l'avantage, par rapport à la « version moderne » ci-dessous, de se prêter à une « profonde généralisation », dans laquelle les entiers usuels sont remplacés par les entiers algébriques, et les nombres rationnels par les nombres algébriques,. Richard Dedekind a redécouvert (dix ans après Leopold Kronecker) une version encore plus générale (il l'avait dans un premier temps formulée seulement pour les entiers usuels) : 
« Théorème de Prague » de Dedekind — Soient P et Q deux polynômes à coefficients algébriques. Si les coefficients du produit PQ sont des entiers algébriques, alors le produit de n'importe quel coefficient de P par n'importe quel coefficient de Q est un entier algébrique.
La version de Kronecker était en réalité bien plus générique, :
Théorème de Kronecker — Dans l'anneau {\displaystyle \mathbb {Z} [a_{0},\dots ,a_{m},b_{0},\dots ,b_{n}]} de polynômes en m + n + 2 indéterminées, soit C le sous-anneau engendré par les {\displaystyle c_{k}:=\sum _{i+j=k}a_{i}b_{j}} (0 ≤ k ≤ m + n). Alors, chacun des (m + 1)(n + 1) éléments {\displaystyle a_{i}b_{j}} est entier sur C.
De plus, en se passant (comme le théorème de Prague) de l'hypothèse « polynômes unitaires », elle englobait aussi la version moderne ci-dessous : 

## Version moderne
Pour exprimer la version moderne du lemme de Gauss, on a besoin de deux notions : celle de polynôme primitif et celle de contenu d'un polynôme :

Soient A un anneau intègre et K son corps des fractions.
- Un polynôme P = a0 + a1X + … + anXn de A[X] est dit primitif si PGCD(a0, a1, … , an) = 1.
- Si A est à PGCD, tout polynôme P de K[X] s'écrit comme le produit d'une constante de K et d'un polynôme primitif de A[X]. Cette constante, appelée contenu de P et notée c(P), n'est définie qu'à produit près par un inversible de A, et elle appartient à A si et seulement si P est à coefficients dans A.

La version moderne du lemme de Gauss est alors, selon les auteurs, l'un ou l'autre,, des deux théorèmes équivalents suivants, ou les deux,, énoncés le plus souvent seulement pour un anneau factoriel A. 
Version moderne du lemme de Gauss — Soient A un anneau intègre à PGCD et K son corps des fractions.
1. Si deux polynômes P et Q de A[X] sont primitifs, leur produit PQ est primitif[13],[14].
2. Pour tous polynômes P et Q de K[X], c(PQ) = c(P)c(Q)[15],[16].

Plus précisément, pour tout anneau intègre A :
- si A est à PGCD alors il vérifie le lemme de Gauss usuel : si a divise bc et si a est premier avec b, alors a divise c ;
- s'il vérifie ce lemme alors il vérifie la propriété « PP » (primalité avec un produit) : si a est premier avec b et c alors il est premier avec bc ;
- PP équivaut au point 1 ci-dessus (donc aussi au point 2 lorsque A est à PGCD) ;
- les deux implications élémentaires « à PGCD ⇒ Gauss usuel » et « Gauss usuel ⇒ PP » sont strictes.

L'implication « PP ⇒ point 1 » est donc le point clé de la version moderne ci-dessus.

## Applications
Le corollaire suivant de cette version moderne est énoncé lui aussi le plus souvent seulement pour un anneau A factoriel,, et avec « premier dans A[X] » remplacé (provisoirement) par « irréductible dans A[X] »,,,. Il est parfois appelé lui aussi « lemme de Gauss » :
Corollaire — Soient A un anneau intègre à PGCD et K son corps des fractions. Les éléments premiers de A[X] sont :
- les éléments premiers de A ;
- les polynômes primitifs de A[X] irréductibles dans K[X].

On déduit de ce corollaire que si A est un anneau intègre à PGCD alors l'anneau de polynômes en plusieurs indéterminées A[(Xi)i∈I] aussi (que I soit fini ou infini), et que de même, si A est un anneau factoriel alors l'anneau de polynômes A[X] est factoriel,,,, (donc tout anneau de polynômes en plusieurs indéterminées à coefficients dans A est aussi factoriel).
Ce corollaire peut aussi être utilisé pour démontrer le critère d'irréductibilité d'Eisenstein,.
Enfin, la version de Gauss suffit pour démontrer que les polynômes cyclotomiques (unitaires à coefficients entiers) sont irréductibles.